# KFN 라디오
KFN 라디오(KFN Radio)는 대한민국 국방부에서 관할하고 있는 라디오 방송국이다.

## 방송 현황
- 방송 시간 : 매일 아침 6시부터 다음날 아침 6시까지 하루 24시간 방송. 이전 방송 종료 후 자정부터 다음날 아침 6시까지 그 외 KBS 제1라디오의 프로그램을 재송출되었으나, 현재 2023년 가을 개편으로 인해 재송출되지 않았다.

### 방송 송출 시설망
라디오 방송은 양평을 포함한 전방 지역과 수도권 일부, 경상북도 포항시를 포함한 경북 동해안 일부, 제주, 계룡대, 광주광역시 지역에서만 수신이 가능하고 기타 후방지역에서는 수신이 불가능하다.
| 송신소        | 주파수     | 출력 | 호출 부호 | 송신소 위치                         | 방송구역 |
| ------------- | ---------- | ---- | --------- | ----------------------------------- | --- |
| 남산 송신소   | FM 96.7㎒  | 2㎾  | HLSE-FM   | 서울 용산구 용산동2가 산1-3         | |
| 용문산 중계소 | FM 101.1㎒ | 3㎾  | HLSE-FM   | 경기 양평군 옥천면 용천리 산2-1     | |
| 감악산 중계소 | FM 96.3㎒  | 100W | HLSE-FM   | 경기 파주시 적성면 객현리 산182     | |
| 백령 중계소   | FM 89.5㎒  | 500W | HLSE-FM   | 인천 옹진군 백령면 진촌리 산75-1    | |
| 화악산 송신소 | FM 96.7㎒  | 5㎾  | HLSE-FM   | 경기 가평군 북면 화악2리 산218-2    | |
| 대암산 중계소 | FM 101.5㎒ | 100W | HLSE-FM   | 강원 인제군 서화면 서흥리 산170     | |
| 대성산 중계소 | FM 103.3㎒ | 20W  | HLSE-FM   | 강원 화천군 상서면 봉오리 산224-1   | |
| 기린 중계소   | FM 93.3㎒  | 20W  | HLSE-FM   | 강원 인제군 상남면 하남리 산2       | |
| 괘방산 송신소 | FM 92.5㎒  | 3㎾  | HLSE-FM   | 강원 강릉시 강동면 정동진리 산19-1  | |
| 향적산 송신소 | FM 100.1㎒ | 200W | HLSE-FM   | 충남 계룡시 엄사면 향한리 산50-1    | 대전·세종·충남·충북 전지역 |
| 무등산 송신소 | FM 96.5㎒  | 500W | HLSE-FM   | 광주 동구 용연동 산354-4            | 광주광역시 전지역 목포시 일부, 해남군 일부, 구례군 일부, 보성군 일부 나주시 일부, 담양군 일부, 곡성군 일부, 화순군 일부, 장흥군 일부, 강진군 일부, 영암군 일부, 무안군 일부, 함평군 일부, 영광군 일부, 장성군 일부, 완도군 일부, 진도군 일부, 신안군 일부 |
| 조항산 송신소 | FM 92.7㎒  |      | HLSE-FM   | 경북 포항시 남구 동해면 석리 산94-1 | |
| 견월악 송신소 | 진행예정   | 3㎾  | HLSE-FM   | 제주 제주시 봉개동 산78-1           | |
| 미악산 송신소 | FM 94.1㎒  | 3㎾  | HLSE-FM   | 제주 서귀포시 동홍동 산7            | |

## 프로그램
| 방송 시각                 | 프로그램                              |
| ------------------------- | ------------------------------------- |
| 6:00 (매일)               | 처음듣는 라디오 양일웅입니다          |
| 6:58 (평일)               | 이달의 호국인물                       |
| 7:00 (평일)               | 국방광장                              |
| 7:00 (주말)               | 주말엔 클팝                           |
| 9:00 (매일)               | 오유경의 뮤직갤러리                   |
| 10:57 (매일)              | KFN 캠페인                            |
| 11:00 (매일)              | 안지환, 예인의 신나는 라디오 1부      |
| 12:00 (평일)              | KFN 라디오 12시 뉴스                  |
| 12:05 (평일) 12:00 (주말) | 안지환, 예인의 신나는 라디오 2부      |
| 13:00 (매일)              | 김종서의 러빙유                       |
| 15:00 (평일)              | KFN 라디오 3시 뉴스                   |
| 15:05 (평일) 15:00 (주말) | 미료의 프리스타일                     |
| 16:57 (매일)              | KFN 캠페인                            |
| 17:00 (매일)              | 김창옥의 시사토크쇼 프리즘            |
| 19:00 (평일)              | KFN 라디오 7시 뉴스                   |
| 19:05 (평일) 19:00 (주말) | 레이나의 건빵과 별사탕                |
| 21:00 (매일)              | 영혼의 베이시스트 이태윤의 그룹사운드 |
| 21:57 (매일)              | 이달의 호국인물 (재)                  |
| 22:00 (매일)              | 명상의 시간                           |
| 22:05 (매일)              | 영혼의 베이시스트 이태윤의 그룹사운드 |
| 23:00 (매일)              | 미드나잇 뮤직                         |
| 01:00 (매일)              | 논스톱 뮤직                           |

## 로고송
- KFN 국군방송
- 프렌즈 FM 국군방송
- 국민과 함께 국군과 함께해 튼튼한 국방 라디오 프렌즈FM
- KFN 라디오

## 시보멘트
- 열린 국방 밝은 병영 KFN 국군방송입니다. 국군방송이 OO를 알려드립니다
- 함께해요 선진강군 실천해요 녹색성장 여러분의 국군방송이 OO를 알려드립니다
- 함께해요 선진강군 실천해요 녹색성장 프렌즈FM 국군방송 라디오가 OO를 알려드립니다
- 대한민국 수호자 우리 국군 국방FM이 OO를 알려드립니다
- 튼튼한 국방 신나는 병영 국방FM이 OO를 알려드립니다
- 기본이 튼튼한 국방 미래를 준비하는 국방 프렌즈FM 국군방송 라디오가 OO를 알려드립니다
- 유능한 안보 튼튼한 국방 여러분의 국방 FM입니다 잠시후 OO를 알려드립니다
- 튼튼한 국방 과학기술강군 여러분의 국방FM입니다 잠시후 OO를 알려드립니다
- 정예 선진 강군 여러분의 국방FM입니다. 잠시 후 몇 시를 알려드립니다.
- 정예 선진 강군 여러분의 KFN입니다. 잠시 후 몇 시를 알려드립니다.
- 자랑스러운 과학기술강군 여러분의 KFN입니다. 잠시 후 몇 시를 알려드립니다.

## 같이 보기
- 국방홍보원
- KFN TV